# Шосе A4 (Латвія)
Шосе A4 або Шосе (Балтезерс—Саулкалне) — латвійська автомагістраль вищої категорії, частина Ризької об’їзної дороги. Починається в Балтезерсі і закінчується в Саулкалне. A4 є частиною міжнародних автошляхів E67 і E77. Загальна протяжність автошляху А4 становить 20,4 км. Дорога має асфальтобетонне або асфальтне покриття. Дорога перетинає Велику та Малу Югли.

## Переобладнання під швидкісну дорогу
У 2006 році була завершена оцінка впливу на навколишнє середовище для перетворення А4 на двосмугову швидкісну магістраль. У жовтні 2014 року було оголошено закупівлю на виконання робіт із землеустрою, кадастрової зйомки та встановлення меж об’єктів нерухомого майна, пов’язаних із переведенням А4 у двосмугову трасу.
У лютому 2017 року оголосили тендер на проведення оцінки впливу на довкілля можливої реконструкції траси.